# Omar Bouragba
 (avril 2011).
Si vous disposez d'ouvrages ou d'articles de référence ou si vous connaissez des sites web de qualité traitant du thème abordé ici, merci de compléter l'article en donnant les références utiles à sa vérifiabilité et en les liant à la section « Notes et références ».
Omar Bouragba, né en 1945 à Marrakech, est un artiste peintre marocain.

## Biographie
Poète, il peint depuis 1959. Son séjour à Rabat lui permet de connaître le milieu artistique des années 1960. C’est ainsi qu’il se lie d’amitié avec Mekki Murcia, qui lui organise sa première exposition à La Mamounia de Rabat en 1965.
Son exposition Extrême Limite ou  La fusion dans l’Autre à La Maison de la Pensée en 1967 le révèle au monde r’bati de la culture et des arts.
En outre, sa rencontre avec Jilali Gharbaoui en 1965, et Ahmed Yacoubi en 1968 fut déterminante dans ses orientations de peintre.
Abderrahmane Serghini lui achète deux peintures qui seront les premières acquisitions de toute cette collection prestigieuse et lui a proposé un atelier avec tout le confort nécessaire pour peindre ; cette période est marquée par l’éclatement et la recherche du centre. Travaillant, dans la précipitation et l’urgence, Marrakech l’appelle en 1971 ou il élit refuge dans la spiritualité d’Ibn Arabi.

## Expositions
- Omar Bouragba : 50 ans de peinture, La Galerie 38, Casablanca, 2011
- Traces du retour, Galerie Agora, Marrakech, 2010
- Invité d’honneur au salon du comité monégasque, Zone sensible, Monaco, 2009
- Salon d’hiver : biennale de Marrakech, Galerie Tindouf, Marrakech, 2009
- La peinture en mouvement, Galerie Linéart, Tanger, 2008
- Bouragba ou la quête de l’indicible, Galerie Mémoarts, Casablanca, 2008
- Exposition Euro méditerranéenne, Essaouira-Nice, 2007
- Musée d’art moderne, Santiago, Chili, 2007
- Bouragba : œuvres récentes, Galerie Bab Rouah, Rabat, 2006
- Petits formats, Galerie Youraziz, Marrakech, 2005
- Parcours, Galerie Marsam, Rabat, 2003
- Hommage à Mohamed Kacimi, Galerie Bab Rouah, Rabat, 2003
- Œuvres inédites, Matisse art Gallery, Marrakech, 2002
- Regard sur l’œuvre : 1961- 2001, Dar Cherifa, Marrakech, 2002
- Constance et mouvance, Ikbal Art Gallery, Marrakech, 2002
- Acte à l’appui, Espace Dar Lemrini, Rabat, 2002
- Salon d’automne, Paris, 1999
- Peintres en partage, Espace Les Blancs Manteaux, Paris, 1999
- Hôtel de Lille, France, 1999
- NOUN ou la tentation du cercle, Galerie Al Manar, Casablanca, 1998
- La Peinture marocaine dans les collections, musée de Marrakech, 1997
- Trente ans d’art abstrait au Maroc, Galerie Al Manar, Casablanca, 1997
- Itinérances : art contemporain marocain, université Toulouse Le Mirail, France, 1996
- Voile, Galerie Al Manar, Casablanca, 1996
- Parcours, Galerie Delacroix, Tanger ; Galerie Bab Rouah, Rabat, 1996
- Biennale de Sharika, Émirats arabes unis, 1996
- Biennale du Caire, Égypte, 1996
- Galerie de l’office de tourisme, Marrakech, 1994
- Pyramide, Galerie Al Manar, Casablanca, 1993
- Hommage à Saladi; Espace Wafabank, Casablanca, 1992
- Dessins, Galerie Al Manar, Casablanca, 1992
- Panorama de la peinture au Maroc, Palais des congrès, Marrakech, (Exposition organisée par Bouragba ; elle réunit 500 œuvres de 120 artistes), 1989
- Espace FMI, Washington, États-Unis, 1988
- African Art Gallery, Boston, États-Unis, 1988
- La Peinture au rendez-vous de l’histoire, Espace Wafabank, Casablanca, 1988
- Double Look, Marrakech/Caroline du Nord, 1987
- Galerie de l’Hôtel Club N’fis, Marrakech, 1985
- Galerie Oukad, Casablanca, 1982
- Galerie Bab Rouah, Rabat, 1981
- Zéro point, Galerie Alif-Bâ, Casablanca, 1980
- Festival international de la peinture, Cagnes-sur-Mer, France, 1979
- Semaine de l’art contemporain (deuxième édition), Club Med, Marrakech, 1979
- Galerie de l’Hôtel Club N’fis, Marrakech, 1979
- Galerie Le Café Théâtre, Casablanca, 1978
- Cultural Forum, Bonn, 1978
- Semaine de l’art contemporain (première édition), Club Med, Marrakech, 1978
- 20 ans d’arts plastiques au Maroc, Passage souterrain, Casablanca, 1977
- Galerie Le Savouroux, Casablanca, 1977
- Musée d’art moderne, Bagdad, Irak, 1977
- Exposition national APM, Galerie Bab Rouah, Rabat, 1976
- L’Oiseau du Désir, Galerie Bab Rouah, Rabat, 1976
- Les Almoravides, Galerie Menzeh, Marrakech, 1973
- Al Anka’, Galerie La Découverte, Rabat, 1971
- Exposition/débat au Club des artistes de Provence, Avignon, 1970
- Pour la ville, Galerie La Découverte, Rabat, 1970
- L’École marocaine à Copenhague, Danemark, 1969
- Peintres marocains actuels : Pour la Palestine, Maison de la Pensée, Rabat, 1967
- Extrême limite ou la fusion dans l’Autre, Maison de la Pensée, Rabat, 1967
- 100 ans d’art marocain, Faculté de lettres, Fès, 1966
- Galerie La Mamounia, Rabat, 1965